# Louis Crié
Louis Crié, né le 1er août 1850 à Conlie (Sarthe) et mort le 31 août 1912 à Rennes, est un botaniste, géologue et paléobotaniste français.

## Biographie

### Origine
Il est le fils de François Crié, pharmacien à Conlie, et de Olympe Grassin.  Son père était très versé dans l'étude des plantes, Louis se familiarise de bonne heure avec les plantes de sa région, particulièrement riche en espèces intéressantes.

### Études
Il est élève du lycée du Mans en 1868. Interne des hôpitaux de Paris en 1872, il est préparateur à la Faculté des Sciences de Caen en 1874. Il prend le grade de docteur en médecine (1877) et docteur ès sciences (1878).

### Naturaliste
Il est alors appelé à la chaire de botanique de la Faculté des sciences de Rennes. En raison de ses compétences, il est chargé d'études originales concernant les flores fossiles par diverses institutions et sociétés savantes françaises et étrangères. C'est ainsi qu'il étudie la flore fossile des îles de la Sonde, de la Malaisie et de la Mélanésie, celle des Philippines, celle des colonies portugaises d'Afrique, celle de la Nouvelle-Zélande et de la Polynésie, celle de l'Australie et de la Tasmanie et celle des colonies françaises. La flore du XIXe siècle et la géographie botanique ont fait, pour lui, l'objet de nombreux travaux, ainsi que l'anatomie et la physiologie végétales. 
Il s'est aussi spécialisé dans l'étude des altérations mycotiques des différentes essences de bois indigènes et exotiques. Les ministères de la Guerre, de l'Agriculture et des Travaux publics lui confièrent, sur ce point, plusieurs missions et le chargèrent de nombreuses conférences dans les arsenaux militaires, à l'école professionnelle des télégraphes et à l'école des Ponts et Chaussées.

### Paléontologue
Il étudie aussi longuement la paléontologie végétale de l'Ouest de la France. « A l'étranger, a dit le savant autrichien Staube, on connait surtout ses études relatives aux migrations des plantes pendant les diverses époques géologiques et ses recherches sur la végétation fossile de la France occidentale, sur les affinités des flores secondaires et tertiaires de l'Angleterre, de la Saxe, du Portugal, de la Dalmatie et de l'Amérique du Nord. Avec Gaston de Saporta, il est, en France, le représentant le plus autorisé de la paléontologie végétale.

### Histoire
Il a fait œuvre d'historien scientifique en rappelant Pierre Belon. C'est grâce à son initiative qu'une statue de Pierre Belon a été élevée au Mans, le 9 octobre 1887, par souscription internationale. 

### Postérité
- Chevalier de la Légion d'honneur. Il est décoré de la Légion d'honneur en 1901 au titre du ministre de la guerre : Professeur à la faculté des sciences de Rennes ; 31 ans de services ; études sur la conservation des bois servant à la fabrication du matériel d'artillerie et des armes portatives.

## Publications

### Flore et géographie botanique
- Note sur les orchidées des cantons de Conlie et de Sillé-le-Guillaume (Sarthe), 1868.
- Observations sur la flore de la Champagne, du Maine et de ses environs. Première partie. Végétaux inembryonés, vasculaires et cellulaires acrogènes. I. Lycopodiacées-Mousses, Le Mans : impr. de E. Monnoyer , 1869
- Observations sur la flore cryptogamique de la Sarthe et de la Mayenne. Caen, 1871.
- Flore comparée des terrains jurassiques de le Champagne, du Maine et des termins siluriens de la Charnie (Sarthe et Mayenne). — Caen, 1872
- De Phyllostictee cruentæ distributione geographica, Annales des Sciences naturelles. — Paris, 1873.
- Micromyeetes exotici novi. — Annales des Sciences naturelles-botanique, - Paris, 1874.
- Souvenirs d'un naturaliste. Le Mont Saint-Michel; l'archipel Chausey. -- L'Année médicale de Caen. — Caen, 1874.
- Bryologie comparée de la Sarthe et de la Mayenne. — Annales des Sciences naturelles-Botanique. — Paris, 1874.
- Coup d' œil sur la végétation fongique de la Nouvelle-Calédonie. — Caen, 1875.
- Pyrénomycetes de l'Ouest de la France. — Caen, 1876.
- Essai sur la végéation de l'archipel Chausey (Manche) suivi d'une florule comparée des îles de la Manche (Jersey,Guernesey, Alderney et Serk). — Caen, 1877.
- Sur quelques stations du Sphœrocarpus Micheli, dans L'Ouest de la France. — Revue bryologique, 1877.
- Révision de la flore des Malouines (Îles Falkland). — Comptes rendus des séances de l'Académie des Sciences. — Paris, 1878.
- Recherches sur les Pyrénomycétes des îles Saint-Paul et Amsterdam. -- Comptes rendus des séances de l'Académie des Sciences. — Paris, 1879.
- Contribution à la flore cryptogamique de la presquîle de Banks (Nouvelle-Zélande). - Comptes rendus des séances de l'Académie des Sciences. — Paris 1881.
- Sur le polymorphisme du Narcisse des îles Glénans (Narcissus reflexus), (Finistère). — Comptes rendus des séances de l'Académie des Sciences. — Paris, 1884.
- Le centre de végétation armoricain. — Comptes rendus des séances de l'Académie des Sciences. — Paris, 1885.
- La végétation des côtes et des îles bretonnes. — Avec une planche du centre de végétation armoricain. — Annales des sciences naturelles de Bordeaux et du Sud-Ouest. - Bordeaux, 1887.

### Paléontologie végétale
- Coup d’œil sur la flore tertiaire des environs du Mans.- Caen, 1874.
- Note sur les Morinda de la flore éocène du Mans et d'Angers. — Caen, 1875.
- Note sur le Carpolithes Decaisneana des grès éocènes de la Sarthe. — Caen, 1875.
- Considérations sur la flore tertiaire de Fyé (Sarthe). — Caen, 1875.
- Paysages antédiluviens du Mans et d'Angers. - Caen, 1875.
- Considérations sur le climat et la végétation de l'Ouest et du Nord-Ouest de la France aux époques géologiques. - Caen, 1877.
- Recherches sur la végétation de l'Ouest de la France à l'époque tertiaire. Thèse de doctorat ès Sciences naturelles, 72 pages et 15 planches. — Annales des Sciences naturelles-botanique. — Masson éditeur, Paris, 1878.
- Filiation des Cycadites de la Sarthe dans les temps géologiques. — Bulletin de la Société d'Agriculture sciences et arts de la Sarthe. — Le Mans, Monnoyer, 1880.
- Sur la découverte à Noirmoutiers (Vendée) de la flore éocène à Sabalites Andegavensis. — Comptes rendus des séances de l'Académie des Sciences. — Paris, 1881.
- Les anciens climats et les flores fossiles de l'Ouest de la France. — Rennes, 1879.
- Sur la découverte du genre Equisetum dans le Kimmendgien de Bellême (Orne). — Comptes rendus des séances de l'Académie des Sciences. — Paris, 1883.
- Essai sur la flore primordiale. In-8° de 75 pages avec figures dans le texte. — Paris, 1883.
- Essai descriptif sur les plantes fossiles de Cheffes(Maine-et-Loire). — Angers, 1885.
- Contribution à la flore pliocène de Java. — Comptes rendus des séances de l'Académie des Sciences, — Paris, 1884.
- Sur les affinités des flores oolithiques de la France occidentale et de l'Angleterre. — Comptes rendus des séances de l'Académie. — Paris, 1886.
- Contributions à la flore crétacée de l'Ouest de la France. — Comptes rendus des séances de l'Académie des Sciences. — Paris, 1884.
- Contribution à l'étude des Fougères éocène de l'Ouest de la France. — Comptes rendus des séances de l'Académie des Sciences. — Paris, 1885.
- Contribution à l'étude des Palmiers miocènes de la Bretagne. — Comptes rendus des séances de l'Académie des Sciences. — Paris, 1886.
- Contribution à l'étude des Palmiers éocènes de l'Ouest de la France. — Comptes rendus des séances de l'Académie des Sciences. - Paris, 1886.
- Recherches sur la végétation miocène de la Bretagne - Comptes rendus des séances de l'Académie des Sciences. — Paris, 1886.
- Contribution à l'étude de la préfoliation et de la préfloraison des végétaux fossiles. — Comptes rendus des séances de l'Académie des Sciences. — Paris 1886.
- Sur les affinités des flores jurassiques et triasiques de l'Australie et de la Nouvelle-Zélande. — Comptes rendus des séances de l'Académie des Sciences. — Paris, 1888.
- Essai sur la flore pliocène de Java. — In-8° de 56 pages avec 8 planches. — Leyde, 1889.
- Paléontologie des colonies françaises et des pays de protectorat. — Exposition paléophytique de M. le professeur L. Crié, Palais central des Colonies. — In-8° de 32 pages. - Rennes. 1889.
- Recherches sur les flores fossiles des îles de l'Océan Pacifiques. — In-4. — Iéna, 1889.
- Recherches sur les végétaux fossiles de l'Ile d'Aix (Charente-Inférieure) — La Rochelle, 1890.
- Recherches sur les Palmiers silicifiés des terrains crétacés de l'Anjou. — Angers, 1892.

### Organographie, Anatomie et Physiologie végétale
- Recherches sur les Sphéries foliicoles du groupe des Dépazées. — Caen, 1873.
- Recherches sur la durée de la faculté germinative dans les stylospores Pestalozziennes. --- Caen, 1874.
- Recherches sur la molilité des spermaties dépazéenes. - Caen, 1874.
- Recherches sur le mode de dissémination des spores chez le Rhytisma acerium. — Caen, 1874.
- Recherches sut divers modes de groupement des périthèces et des pycnides dans quelques Pyrénomycètes du genre Sphaeria. — Caen, 1875.
- L'état cataleptique des fleurs. — Note dans Charles Darwin. — La faculté motrice des plantes, traduction par Ed. Heckel. Préface, page 21.
- Sur le polymorphisme floral et la pollinisation du Lychnis dicïca. — Comptes rendus des séances de l'Académie des sciences. — Paris, 1884.
- Sur le polymorphisme floral des Renoncules aquatiques. - Comptes rendus des séances de l'Académie des sciences. - Paris, 1885.
- Sur le polymorphisme floral du Narcisse des Iles Glénans (Finistère) (Narcissus reflexus). — Comptes rendus des séances de l'Académie des sciences. — Paris, 1885.
- Recherches sur les Pyrénomycètes inférieurs du groupe des Dépazées. — Thèse de doctorat ès sciences naturelles. In-8 de 56 pages et 8 planches dont 2 coloriées. — Annales des Sciences naturelles-Botanique. — Masson, éditeur, Paris, 1878.
- Sur la formation d'une matière amyloïde particulière aux asques de quelques Pyrénomycètes. — Comptes rendus des séances de l'Académie des sciences. — Paris, 1879.
- Les fleurs cataleptiques. — Bulletin de la Société d'Agriculture de la Sarthe. — Le Mans, 1879.
- Sur quelques cas nouveaux de phosphorescence dans les Vegétaux. - Comptes rendus des séances de l'Académie des sciences. — Paris, 1881.
- La phosphorescence dans le règne végétal. — Revue scientifique de la France et de l'étranger. — 1882.
- Recherches sur la structure de la tache dans Sphéries foliicoles du groupe des Dépazea. — Caen, 1873.
- Des rapports qui existent entre la structure des feuilles du Buxus sempervirens et l'évolution des taches du Depazea tuxicola. — Caen, 1874.
- Faits pour servir à l'histoire des mouvements chez les végétaux. — Caen, 1875.
- Sur un cas de Synanthie offert par le Digitalis purpurea. — Caen, 1873.
- Sur un cas tératologique offert par une hépatique (Frullania dilatata). — Revue bryologique. — 1877.
- Sur la formation des cloisons dans les stylospores des Hendersonia et des Pestalozzia. — Comptes rendus des séances de l'Académie des sciences. - Paris 1878.

### Botanique médicale
- Sur l'ergot des Glumacées des îles océaniques. — Bulletin de l'Académie de médecine, 1887.
- Contribution à l'étude de l'Otomycosis mucorinea. - Bulletin de l'Académie de médecine, 1892.
- Etude du Mucor corymbifer. — Bulletin de l'Académie de médecine, 1892.
- Contribution à l'étude de la Kératomycose aspergillaire. — Bulletin de l'Académie de médecine, 1892.
- Etude du Verticilliuni Graphu. — Bulletin de l'Académie de médecine, 1892.
- Rapport à M. le Maire de Vannes sur les causes de la décomposition des bois du collège, de l'école Le Hellec et de l'Hôtel de Ville. - Vannes, 1891.
- Ruptures d'échafaudages dues à l'altération du bois par le Physisporus vaporarius. — Bulletin de l'Académie de médecine. — Paris, 1891.
- Altérations des bois de construction. — Tours, 1891.
- Logements insalubres, maisons et établissements publics contaminés par des saprophytes. — Bulletin de l'Académie de médecine. — Paris, 1893.
- Rapport à M. le préfet du Finistère sur l'étisie des châtaigniers du domaine de Keryolet (Finistère), Quimper : impr. de A. Jaouen , 1900

### Pathologie végétale
- Sur une altération des feuilles de l'lonidium Austro-Caledonicum. - Journal de Pharmacie et de Chimie. — Paris, 1873.
- Du rôle des Dépazées en pathologie végétale. — Journal de Pharmacie et de Chimie. — Paris, 1874.
- Note sur un cas fréquent de destruction des feuilles chez l'Hedera hélix. — Caen, 1874.
- Effondrement d'un plancher neuf à Rennes, amené par le Physisporus vaporarius. — Bulletin de l'Académie de Médecine. - Paris, 1889.
- Les Altérations mycotiques des poteaux télégraphiques dans leurs rapports avec les accidents du travail, Rennes : impr. de F. Simon , 1896
- Altérations des poteaux télégraphiques. — Bulletin de l'Académie de Médecine. — Paris, 1890.
- Accidents dus à la décomposition des bois de construction. - Bulletin de l'Académie de médecine. — Paris, 1890.
- Altérations des bois de mines dans leurs rapports avec la sécurité des mineurs. — Bulletin de l'Académie de médecine. - Paris, 1890.

### Histoire des sciences
- Pierre Belon et l'anatomie comparée. — Pierre Belon et l'Ichtyologie. — Les voyages de Pierre Belon et l'Egypte au XVIe siècle. — Pierre Belon et l'histoire naturelle du Dauphin. — Pierre Belon et l'horticulture. — Pierre Belon et la nomenclature binaire. — Revue scientifique, 1882-1883.
- Souscription publique pour la statue de Pierre Belon du Mans, Le Mans : impr. Lebrault, [1884]

### Ouvrages généraux
- Nouveaux éléments de botanique fasc. I, Morphologie, anatomie, physiologie et biologie, 2e éd / Paris : Octave Doin , (1900)
- Anatomie et physiologie végétales  : cours rédigé conformément aux programmes prescrits par l'arrêté du 2 août 1880 pour la classe de philosophie et les candidats au baccalauréat ès lettres, Paris : O. Doin , 1882
- Cours de botanique, organographie et familles naturelles, rédigé conformément aux programmes prescrits par l'arrêté du 2 août 1881 pour la classe de quatrième, les écoles normales primaires et les écoles d'agriculture , Paris : O. Doin , 1883
- Nouveaux éléments de botanique : pour les candidats au baccalauréat ès sciences et les élèves en médecine et en pharmacie : contenant l'organographie, l'anatomie, la morphologie, la physiologie : la botanique rurale (phanérogames et cryptogames) : et des notions de géographie botanique et de botanique fossil, Paris : Octave Doin , 1884
- Nouveaux éléments de botanique pour les candidats au certificat de botanique (Etudes supérieures) les étudiants en médecine et en pharmacie, Paris : Octave Doin , 1900-1902
- Nouveaux éléments de botanique : pour les candidats au certificat de botanique (études supérieures) : les étudiants en médecine et en pharmacie, les élèves des écoles d'agriculture : des écoles forestières et coloniales, etc., etc., 2e éd.rev. cor. et très augm. avec 1 197 figures dans le texte, Paris : Octave Doin , 1902
- Cours de botanique : organographie et familles naturelles : rédigé conformément aux nouveaux programmes por la classe de quatrième ..., 2e éd. / Paris : O. Doin , [1884?]
- Anatomie et physiologie végétales : cours rédigé conformément aux nouveaux programmes pour les candidats au baccalauréat ès lettres et au baccalauréat de l'enseignement spécial et les élèves des écoles normales, 2e éd. / Paris : O. Doin , [1885]
- Anatomie et physiologie végétales : cours rédigé conformément aux nouveaux programmes pour les candidats au baccalaureat ès lettres…, 3e éd. / Paris : O. Doin , [1888?]
- Anatomie et physiologie végétales : Cours rédigé conformément aux nouveaux programmes, 4e éd. / Paris : Doin , [1902]

## Biographie
- Lucien Daniel, Le professeur Louis Crié (Revue bretonne de Botanique, 1912).